# Lastoursville
Lastoursville (parfois Lastourville) est une ville du Gabon, chef-lieu du département de Mulundu, dans la province de l'Ogooué-Lolo.

## Géographie
Lastoursville est située à l'intersection du fleuve Ogooué et de la ligne de chemin de fer Transgabonais et de la Nationale 3.
Le point culminant de la ville est à 206 m.
La ville se situe en contrebas d'un massif dolomitique sur lequel a été construite la piste d'aviation. Dans ce massif se trouvent de nombreuses grottes, dont les grottes Boukama, Pahon (Paouen), Tao-Tao.

## Histoire
La ville, qui était un comptoir lors du commerce triangulaire, fut d'abord connue sous le nom Mandji. Elle fut renommée en Madiville en 1883,, puis finalement en 1886, elle prit son nom actuel en hommage à François Rigail de Lastours, un explorateur et colonisateur français.

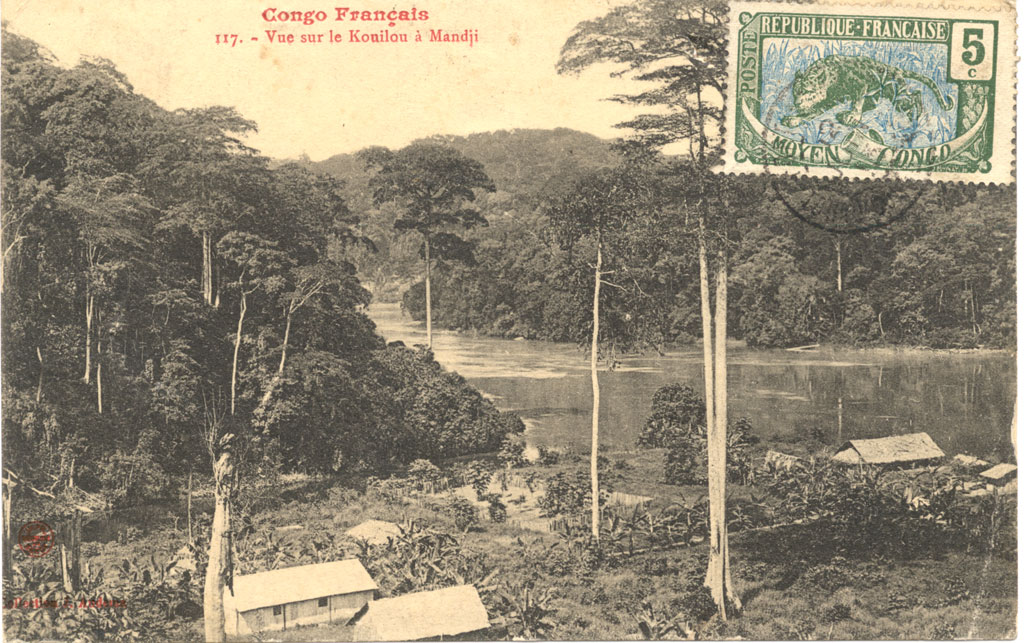
Carte postale, Mandji en 1905

## Économie
La ville est un centre de production d'huile de palme mais également un centre administratif.